# Nesochoris
Nesochoris is een geslacht van vlinders van de familie bladrollers (Tortricidae), uit de onderfamilie Tortricinae.

## Soorten
- N. brachystigma Clarke, 1965
- N. holographa Clarke, 1965